# ديريك توماس (لاعب كرة قدم أمريكية)
ديريك توماس (بالإنجليزية: Derrick Thomas)‏ هو لاعب كرة قدم أمريكية أمريكي، ولد في 1967 في ميامي في الولايات المتحدة، وتوفي بنفس المكان في 8 فبراير 2000 بسبب انصمام رئوي.

## وصلات خارجية
- ديريك توماس على موقع إي إس بي إن.كوم (أن.أف.أل)3
- ديريك توماس على موقع مرجع كرة القدم المحترفة.كوم (الإنجليزية)
- ديريك توماس على موقع مرجع كرة القدم المحترفة.كوم (الإنجليزية)
- ديريك توماس على موقع إن إن دي بي (الإنجليزية)